# Fundația Anne Frank
Fundația Anne Frank (în neerlandeză Anne Frank Stichting) este o fundație din Țările de Jos înființată inițial pentru a strânge suficiente fonduri pentru achiziționarea și restaurarea Casei Anne Frank din Amsterdam. Această fundație pledează, de asemenea, pentru lupta împotriva antisemitismului și rasismului și publică raportul anual Monitor Racisme en Extreem-rechts (Monitorul rasismului și extremei drepte), în care prezintă studii cu privire la activitățile desfășurate în prezent de organizațiile rasiste și de extremă dreaptă.
În afara Țărilor de Jos, Fundația Anne Frank organizează expoziții și conferințe cu privire la viața Annei Frank.
Anne Frank Stichting a fost fondată pe 3 mai 1957 pentru a preveni demolarea casei din Amsterdam, în care Anne Frank a trăit ascunsă începând din 1942, în timpul ocupației germane a Țărilor de Jos în cel de-al Doilea Război Mondial. În anul 1960 Anne Frank Huis a devenit muzeu memorial.
Director al fundației a fost Hans Westra, care s-a retras în 2011 și a fost urmat de Ronald Leopold.